# 宮崎市立七野小学校
宮崎市立七野小学校（みやざきしりつ しちのしょうがっこう）は、宮崎県宮崎市田野町乙にある公立の小学校。

## 概要
歴史
田野村立の小学校となった1888年（明治21年）を創立年としている。現校名になったのは2006年（平成18年）。2023年（令和5年）には創立135周年を迎えた。
校章
中央に校名の頭文字である「七」の文字を配している。
校歌
作詞は高橋家成、作曲は鬼束広夫による。歌詞は3番まであり、各番の歌詞中に校名の「七野校」が登場する。
通学区域
宮崎市田野町のうち「乙（一部）・甲（一部）」。中学校区は宮崎市立田野中学校。

## 沿革
前史
- 江戸時代 - 権現山に寺子屋が設けられる。
- 1884年（明治17年）2月11日 - 七野乙4290番地に校舎を新築の上、「七野小学校」が創立[2]。
- 1886年（明治19年）- 小学校令の施行により、簡易科（3年制）を設置の上、「簡易七野小学校」に改称。

本史
- 1888年（明治21年）10月17日 - 田野村立の小学校として創立。
- 1889年（明治22年）5月1日 - 町村制の施行により、宮崎郡「田野村」が発足。
- 1890年（明治23年）- 尋常科（4年制）を設置の上、「尋常七野小学校」に改称。
- 1892年（明治25年）- 「七野尋常小学校」に改称。
- 1908年（明治41年）4月 - 改正小学校令により、尋常科（義務教育年限）が4年制から6年制に改められる。尋常科5年を新設。
- 1909年（明治42年）
  - 4月 - 尋常科6年を新設。
  - 7月10日 - 創立記念碑を建立[2]。
- 1911年（明治44年）9月 - 田野村乙3521番地（現在地）に移転を完了。
- 1912年（明治45年）6月 - 普通教室3・裁縫室・管理室が完成。
- 1934年（昭和9年）11月 - 校地を拡張。
- 1941年（昭和16年）4月1日 - 国民学校令施行により、「田野村七野国民学校」に改称。尋常科を初等科に改める。
- 1947年（昭和22年）4月1日 - 学制改革（六・三制の実施）により、新制小学校「田野村立七野小学校」に改組・改称。
- 1948年（昭和23年）9月 - 校地を拡張。
- 1949年（昭和24年）
  - 3月 - 調整室を増築。
  - 5月 - 普通教室を増築。
- 1950年（昭和25年）5月3日 - 町制施行により、「田野町立七野小学校」に改称。
- 1951年（昭和26年）5月 - 保健室を増築。
- 1953年（昭和28年）12月 - 校地を拡張。
- 1954年（昭和29年）10月 - 旧校舎を廃止、本館5教室を増築。
- 1959年（昭和34年）3月 - 校地を拡張。
- 1966年（昭和41年）10月 - 理科室を新築。
- 1971年（昭和46年）
  - 2月 - 体育館が完成。
  - 4月 - センター式給食を開始。
- 1973年（昭和48年）8月 - プールが完成。
- 1981年（昭和56年）10月 - 郷土資料室が完成。
- 1982年（昭和57年）3月 - 新校舎が完成し、移転を完了。
- 1983年（昭和58年）8月 - 運動場を整備。
- 1988年（昭和63年）10月16日 - 創立100周年記念式典を挙行。
- 1993年（平成5年）5月 - 運動場が完成。
- 1998年（平成10年）3月 - 体育館の大規模改造が完成。
- 2004年（平成16年）1月 - 小規模特認校制度による募集を開始。当初7名の応募があり。
- 2006年（平成18年）1月1日 - 宮崎市との合併により、「宮崎市立七野小学校」（現校名）に改称。
- 2011年（平成23年）3月 - プールを改修。
- 2016年（平成28年）2月 - 理科室を特別支援教室に改修。家庭科室を理科室と兼用。
- 2021年（令和3年）8月 - 理科室の改修工事を完了。
- 2022年（令和4年）7月 - 創立90周年記念碑（1978年（昭和53年）建立）を旧・七野小学校跡地から現在地に移設。

## 交通アクセス
最寄りの鉄道駅
- JR九州 日豊本線 「田野駅」

最寄りのバス停留所
- 宮崎交通（宮交バス）「七野」バス停下車、徒歩3分

最寄りの幹線道路
- 国道269号

## 周辺
- 田野西地区公民館